# MiSanDao
MiSanDao (蜜三刀, mì sān dāo) ist eine chinesische Skinhead- und Oi!-Punk-Band.

## Geschichte
MiSanDao wurde 1999 vom Leadsänger Lei Jun in Peking gegründet und ist damit die älteste Skinhead-Band Chinas. Seit ihrer Gründung haben MiSanDao mehr als 100 Gigs in Peking gespielt. 2006 wurde MiSanDao im Dokumentarfilm Oi Skins in Peking von Max Celko und Heike Scharrer porträtiert. Der Dokumentarfilm wurde im selben Jahr auf dem Sender ARTE ausgestrahlt und machte MiSanDao erstmals einer breiteren Öffentlichkeit in Europa bekannt. 2007 tourten MiSanDao erstmals durch Europa. Am 6. Mai 2015 verstarb Lei Jun an einem Herzinfarkt. Bereits einige Monate zuvor hatte sich die Band nach Streitigkeiten mit seiner Frau aufgelöst.

## Diskografie

### Alben
- 2002: Clamp Down
- 2006: Proud of the Way
- 2009: Chinese Boot Boys

### Kompilationen
- 2006: Forming
- 2007: Beijing Bubbles OST
- 2007: Be Brit Now
- 2010: Skinhead! It’s an Asian League